# Сима Девен
Сима Девен (спрощ.: 司馬德文; піньїнь: Sima Dewen; 386 —421) — останній імператор з династії Цзінь у 419–420 роках.

## Життєпис

### Молоді роки
Походив з імператорського роду Сима. Був сином імператора Сима Яо. 392 року отримав титул князя Лан'є. 396 року новим імператором став брат Девена — Сима Децзун. Але Сима Девен не зміг отримати переважний вплив на імператора. Спочатку його усунув від реальної влади Сима Даоцзі, потім Сима Юаньсян. Зрештою Девен став свідком боротьби в країні між Хуань Сюанєм та Лю Юєм. Після перемоги останнього 404 року Сима Девен планував відсторонити Лю Юя від влади, але марно. Зрештою Лю Юй наказав вбити імператора, а новим володарем поставив Сима Девена. Той узяв ім'я Гун-ді.

### Правління
Спочатку новий імператор мав намір протидіяти зростанню впливу на державні справи з боку Лю Юя. Втім зрештою зрозумів свою безпорадність. Імператор не мав військової міці, щоб протидіяти Юю. Тому, коли 420 року Лю Юй почав вимагати зречення Гун-ді, останній без спротиву підписав його. Династія Цзінь загинула, Лю Юй створив нову, яка отримала назву Сун.

### Останні роки
Сима Девен повернув собі титул князя Лан'є та перебрався у свій колишній маєток. Незабаром Лю Юй надав Девену титул князя Лінліна. Разом з тим колишнього імператора тримали під охороною. Втім уже восени 421 року за наказом Лю Юя Сима Девена було вбито.